# Mikoyan MiG-AT
Mikoyan MiG-AT là một loại máy bay huấn luyện của Nga bay lần đầu tiên vào năm 1996, nó được tuyển chọn để thay thế cho Aero L-29 và L-39 đã cũ của Không quân Nga. "AT" có nghĩa là "huấn luyện cao cấp", đây chỉ là từ tiếng Anh.

## Miêu tả

### Thiết kế dự án
Dự án được bắt đầu vào cuối năm thập kỷ 80; được lựa chọn vào tháng 5-1992 như một trong hai mẫu vào chung kết (với Yak-130, sau khi mẫu Sukhoi S-54 và Myasishchev M-200 bị loại bỏ) để chọn ra loại máy bay thay thế cho Aero L-29 và L-39 Albatros; kế hoạch đầu tiên (như MiG-ATTA, một thiết kế đã sớm bị thất bại trong dự án kinh doanh hợp tác với Promavia Jet Squalus) với đuôi hình chữ T và động cơ R-35 (DV-2), cánh được sản xuất bởi hãng Daewoo, bộ phận hạ cánh từ Messier-Bugatti, hệ thống điện tử của Sextant, Thomson-CSF (bây giờ là Thales Group) và SFENA. Trước tháng 12-1992 sau những thỏa thuận đã được ký, mẫu đầu tiên và mẫu tiếp sau đã thuyết phục mọi người với thiết kế ban đầu trang bị động cơ Larzac 04R20 được cung cấp bởi SNECMA của Pháp; việc sản xuất máy bay phục vụ nhu cầu của Nga được tiến hành, Larzacs đã cho phép sản xuất loại động cơ này tại Nga với giấy phép chính thức, nó được chế tạo bởi hãng Chernyshev ở Moskva. Người Nga đã thiết kế một loại động cơ mới có công suất 16.7 kN (3.748 lb) có tên gọi Aviadvigatel (Soyuz/CIAM) RD-1700, nó rẻ hơn loại Larzac 04R20 2.5 lần mà có thể cung cấp thêm hiệu suất khi bay, trần bay và tầm bay. Chuyến bay thử của MiG-AT với động cơ RD-1700 có thể được thực hiện vào năm 2002, nếu như có kinh phí. Người ta đề xuất MiG-AT được ký hiệu bằng số 08, có lẽ với loại đuôi hình chữ T là 8.1 và phiên bản sau đó là 8.2, mẫu đầu tiên là 8.21.

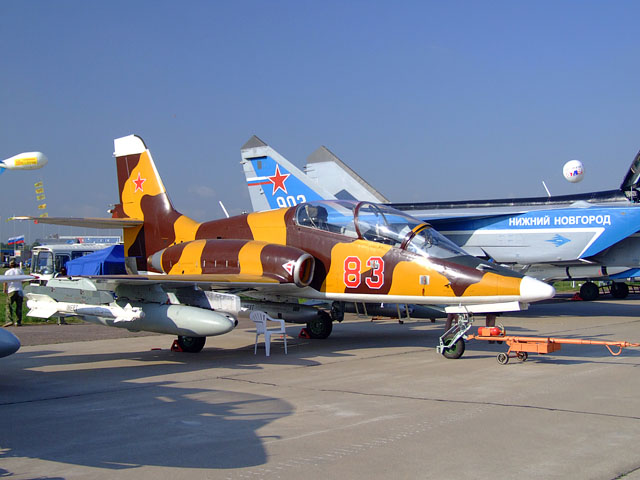
MiG-AT với vũ khí

Mẫu đầu tiên được hoàn thành vào 18 tháng 5-1995, nó được thử nghiệm chạy thử tốc độ cao dưới đất tại trung tâm thử nghiệm bay Zhukovsky tháng 8-1995; chuyến bay đầu tiên vào 21 tháng 3-1996, phi công lái là Roman Taskaev; 3 máy bay nữa được sử dụng cho chương trình bay thử nghiệm; 2 chiếc thử nghiệm độ vững chắc của thân máy bay. Việc sản xuất với số lượng lớn được bắt đầu, với 16 chiếc đầu tiên trong kế hoạch của MAPO (sau đó giảm xuống còn 12 chiếc), với 7 chiếc sau cuộc họp cuối cùng tháng 12-1998. Việc sản xuất bị chậm trễ do ngân sách bị cắt giảm, không có dấu hiệu nào biểu hiện sự xuất hiện của MiG-AT vào giữa năm 1999. Quân đội yêu cầu 200 đến 250 chiếc thuộc loại này. Không quân Nga yêu cầu một nguồn ngân sách cho 10 chiếc, cuối năm 1996, tại thời điểm đó 10 động cơ đã được đặt mua từ Turbomeca-SNECMA. 20 động cơ tiếp theo cũng được đặt mua vào cuối năm 1997 với chi phí là 39 triệu USD, trong khi hợp đồng với Sextant bị co hẹp lại chỉ là cung cấp 30 hệ thống dẫn đường/tấn công. Dự án được tích cực quảng cáo tại Ấn Độ và Nam Phi, nó có thể đã loại bỏ được một đối thủ cạnh tranh là BAE Hawk trong nhu cầu cung cấp máy bay huấn luyện của không quân Ấn Độ. Ngược lại BAE Hawk lại chiếm ưu thế tại Nam Phi. MiG-AT hiện nay đã được xuất khẩu cho các quốc gia có nhu cầu, phù hợp với các chuyến bay huấn luyện giả định, với các thiết bị điện tử, tất cả được sử dụng trong phần mềm hợp nhất.

### Thiết kế nổi bật
Nó có những tính năng linh hoạt có thể so sánh được với máy bay chiến đấu, và tuổi thọ phục vụ là 15.000 giờ bay hay 30 năm, với khoảng 25.000 lần hạ cánh, góc tấn cực đại là 25°, và chịu được gia tốc liên tục 5.4 g trong quá trình quay tròn với bán kính 4 km (2.5 dặm) ở vận tốc Mach 0.7. Có thể bay với chế độ OEI tại bất kỳ giai đoạn nào, bao gồm cả khi cất cánh. Chương trình FBW FCS mô phỏng cả việc hoạt động và giới hạn trong những kiểu không chiến. Sự mô phỏng được cài đặt trong khi huấn luyện với mục tiêu giả định, với những điều kiện của môi trường và các sự cố của hệ thống qua màn hình hiển thị HUD, cũng như thiết kế chuyên huấn luyện cho mọi cuộc tác chiến chiến đấu của các máy bay riêng lẻ ngày nay của Nga hay các loại của nước khác.
Đây là loại thiết kế theo quy ước thông thường, với mép cánh thẳng ở trước, khe hút không khí được thiết kế để giảm tối thiểu những nguy hiểm FOD (hư hại do vật thể lạ va vào).

### Hệ thống điều khiển bay
Hệ thống điện tử tích hợp (digital/analog) đa kênh KSU-821, hệ thống điều khiển bay fly-by-wire với nhiều máy tính cung cấp số liệu bay. Hệ thống lái tự động hợp nhất, van tự động điều khiển động cơ và hệ thống bảo vệ tự động. Bánh lái được chia thành 2 phần, một ở trên và một ở dưới cánh đuôi máy bay. Hệ thống hoạt động nhờ sức nước trong các van bơm được vận hành chia ra từng khu vực ở dưới phần thấp hơn bộ phận bánh lái.

### Kết cấu
Cánh dạng một mảnh, cấu tạo từ 3 mảnh hợp kim nhôm được vót thon, chế tạo bằng kỹ thuật rỗ tổ ong. Thân máy bay được chia làm 3 bộ phận cũng được làm từ hợp kim nhôm, nhưng theo bản báo cáo thì lớp vỏ có đến 40% là CFRP/GFRP, bao gồm những lối vào trên phần lưng, 3 mảnh che phủ động cơ, phần bảo vệ mũi chứa thiết bị điện tử và phần cánh, thân máy bay. Những khe hút không khí CFRP và cánh với kỹ thuật rỗ tổ ong CFRP làm tăng thêm việc điều khiển bề mặt (bánh lái độ cao và hệ thống bay) và bộ phận thăng bằng, bánh lái, cánh đuôi máy bay và bánh lái độ cao. Bộ phận thăng bằng được làm băng hợp kim nhôm và gắn phía sau thân máy bay. Hợp kim titan được dùng để chế tạo "hộp-mở" ở phía sau thân máy bay, bao ngoài động cơ đóng vai trò bảo vệ động cơ khỏi nguy hiểm. Phanh hơi và rãng khung ghế phóng cũng được làm bằng titan với khe hút không khí làm bằng thép không gỉ.

### Bộ phận hạ cánh
Đây là bộ phận tiếp đất 3 bánh, mở ra khi tiếp đất, bánh ở 2 bên có cỡ 660' 200, chịu được sức ép là 8.80 bars (128 lb/m²); bánh dưới mũi có cỡ 500' 150, chịu lực ép là 4.90 bars (71 lb/m²); phanh có hiệu suất cao, phanh có thể chịu được tỷ suất là 6 kg/cm2 (85.3 lb/m²) khi chạy trên đường xấu.

### Động cơ
2 động cơ phản lực Turbomeca-SNECMA Larzac 04-R20, công suất 14.12 kN (3.175 lb st) mỗi chiếc. Hệ thống điều khiển MRT-931 FADEC. Công suất bay có thể giảm từ 30%-40% khi bay huấn luyện sơ cấp. Sau này được thay thế bởi Soyuz RD-1700 trong kế hoạch được dự kiến từ năm 2002. Một thùng nhiên liệu chính trong thân và một thùng phụ trong mỗi cánh (3 thùng tất cả). Nó có khả năng mang tổng cộng 2.390 lit (632 Galông Mỹ,). Ngày 27 tháng 6-2008, phi công của Tập đoàn chế tạo máy bay MiG của Nga Oleg Antonovich đã tiến hành chuyến bay thử nghiệm đầu tiên trên máy bay huấn luyện MiG-AT với động cơ tuốc bin mới RD-1700.

### Buồng lái
2 phi công ngồi theo hàng dọc, trên loại ghế phóng Zvezda K-93 zero/zero có thể phóng ra với vận tốc lên tới 900 km/h, 559 mph trên độ cao 15.000 m (49.215 ft). Khi ghế phóng ra có chiều đảo ngược nó có thể lên cao tối thiểu tới 50 m (165 ft). Ghế sau được nâng lên khoảng 400 mm (15.75 in) để cải thiện tầm nhìn của người huấn luyện. Tầm nhìn qua mũi là -17° từ buồng lái, -7° từ ghế sau. Vòm che buồng lái loại 1 mảnh, được lắp bản lề trên cạnh mạn phải, với cảnh báo "khóa vòm che".

### Hệ thống điện tử
Hệ thống tích hợp thiết kế bởi viện nghiên cứu điện tử hàng không quốc gia Nga GoSNIIAS và Sextant Avionique, Pháp. Máy tính trung tâm xử lý nhiều thông tin, với mọi dữ liệu tổng hợp truyền qua MIL-STD-1553B tương đương nhiều kênh dữ liệu.

Động cơ nhìn từ sau

- Hệ thống vô tuyến: máy thu phát vô tuyến ERA 2000 VHF/UHF, SG100 IFF, hệ thống liên lạc nội bộ SPU-821, máy ghi âm USB ALMAZ.
- Hệ thống điều khiển bay: hệ thống lái tự động; bộ phận dữ liệu UMT 33; con quay hồi chuyển laser INS Totem 3000; hệ thống định vị toàn cầu GPS NSS 100S-1. Thiết bị thu/ghi NR 510A 101 VOR/ILS, NC-12B Tacan, máy ghi hình camcorder EVS 915, máy ghi dữ liệu bay Tester U3A.
- Thiết bị hiển thị: 2 màn hình màu CRT đa chức năng MFD 55 trong mỗi buồng lái, thiết bị hiển thị trên mũ và màn hình màu tinh thể lỏng HUD ở trước buồng lái với đầu vào video màu và camera TV, HSI/ADI.

### Vũ khí (MiG-AS)
7 điểm treo vũ khí có thể tải 2.000 kg (4.410 lb) tên lửa điều khiển và không điều khiển, súng và bom, bao gồm tên lửa không đối không R-73E (AA-11 `Archer'), Vympel R-77 (AA-12 `Adder'), AIM-9L Sidewinder hoặc R550 Magic; tên lửa không đối đất Kh-29TD (AS-14 `Kedge') hay Kh-31AE/PE (AS-17 `Krypton'); rocket UB-16 (16 Ч 57 mm) hoặc UB-8M (20 Ч 80 mm); vũ khí chùm; 100 – 500 kg bom; 2 súng 23 mm UPK-23; 8 tên lửa chống tăng 9K121 Vikhr.

## Biến thể
- AT-1/821 `81': nguyên mấu đầu tiên, bay lần đầu tiên vào 16 tháng 3-1996, chuyến bay chính thức đầu tiên vào 21 tháng 3-1996. Được triển lãm tại triển lãm hàng không MAKS tháng 8-1999, Moskva. Buồng lái được trang bị kín các thiết bị thử nghiệm.
- AT-3/823 `83': mẫu thứ 2 được trông thấy tại MAKS tháng 8-1997, Moskva. Trên danh nghĩa miêu tả ATS huấn luyện vũ trang. Hệ thống điện tử và màn hình hiển thị của Nga.
- AT-4/824 `84': mẫu thứ 3, đang xây dựng vào năm 1999. Sẽ làm nổi bật hệ thống điện tử ở đầu mũi máy bay do Sextant sản xuất (hệ thống Topflight đầy đủ, bao gồm tính tương thích với thiết bị hiển thị trên mũ phi công); kế hoạch là bay trong năm 2000, nhưng bề ngoài không phải như thế.
- MiG-AT: máy bay huấn luyện cơ bản, thích hợp cho chiến đấu với vũ khí không điều khiển tấn công mục tiêu mặt đất và mặt biển, và tên lửa không đối không kết hợp với hệ thống hiển thị mục tiêu trên mũ. 3 giá treo vũ khí cho vai trò huấn luyện thông thường và 7 cho huấn luyện không chiến.

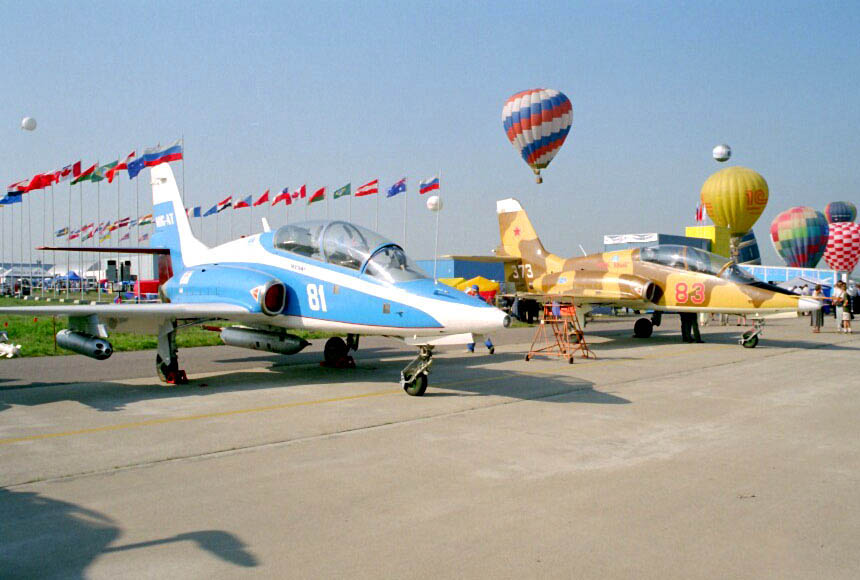
Mẫu 81 và 83

- MiG-ATR: phiên bản MiG-AT sử dụng trong không quân Nga, có động cơ RD-1700 và hệ thống điện tử sản xuất tại Nga.
- MiG-ATF: phiên bản xuất khẩu của MiG-AT sử dụng hệ thống điện tử của Sextant Topflight Pháp.
- MiG-ATS: huấn luyện chiến đấu, với sự tăng thêm khả năng và các giá treo vũ khí để mang tên lửa có điều khiển, sử dụng thiết bị dẫn đường. Mẫu thứ 2 (823 `83') được tiêu chuẩn hóa kiểu Nga và có hệ thống điện tử Nga.
- MiG-ATC: phiên bản xuất khẩu của MiG-ATS.
- MiG-AS: phiên bản chiến đấu chiến thuật hạng nhẹ một chỗ gắn sẵn súng và radar đa thời tiết để sử dụng tên lửa không đối không và tên lửa không đối đất, phiên bản này dự định cạnh tranh trên thị trường quốc tế với BAE Hawk 200. Một chỗ, đường nét khí động học tương đương MiG-AT, với buồng lái phía được bảo vệ bằng kim loại giống với buồng lái nguyên bản.
- MiG-AC: phiên bản xuất khẩu của MiG-AS.
- MiG-AP: máy bay tuần duyên bảo vệ bờ biển và máy bay sắp đặt SAR; được phát triển từ MiG-AS; có radar tìm kiếm ở phần mũi.
- MiG-ATSK: phiên bản cải tiến của MiG-ATS huấn luyện vũ trang. Có thể sửa đổi theo yêu cầu của khách hàng để phục vụ trên tàu sân bay.
- MiG-ATK: trang bị hệ thống điện tử của Pháp, có thể trang bị trên tàu sân bay.
- MiG-ASK: một chỗ. Chiều dài cánh gấp được là 6.50 m (21 ft 4 in).

MiG-AT có thể thực hiện những nhiệm vụ huấn luyện, với sự cất cánh tăng thêm 50% nhiên liệu (cộng 150 kg; 331 lb nhiên liệu dự trữ):
- - Huấn luyện bay cơ bản: khoảng 30-35 chuyến bay, với khoảng cách từ căn cứ là 50 km; 31 miles, trên độ cao 6.000 m (19.680 ft).
  - Huấn luyện tấn công mặt đất: 4 lần tấn công bổ nhào, 3 lần chống lại mục tiêu bằng những động tác tấn công có độ khó cao. Với khoảng cánh từ căn cứ là 80 km; 50 miles. Trên độ cao 2.500 m (8.200 ft).
  - Đánh chặn/chiến đấu: bay xung quanh, định hướng đánh chặn, tấn công và kết thúc trận đánh, với khoảng cách từ căn cứ là 260 km; 161 miles trên độ cao 8.000 m (26.240 ft).

## Các nước sử dụng
- Nga: được cung cấp cho Không quân Nga.
- Đang tiếp thị tới Ấn Độ, Nam Phi và các quốc gia khác.

## Thông số kỹ thuật

### Đặc điểm riêng
- Phi đoàn: 2
- Chiều dài: 12.01 m (39 ft 4 in)
- Sải cánh: 10.16 m (33 ft 4 in)
- Chiều cao: 4.42 m (14 ft 6 in)
- Diện tích cánh: 17.67 m² (190.2 ft²)
- Trọng lượng rỗng: 2.000 kg
- Trọng lượng cất cánh: 5.210 kg
- Trọng lượng cất cánh tối đa: 8.150 kg
- Động cơ: 2 Snecma Larzac 04-R20 lực đẩy 14,12 kN (3175 lbs) mỗi chiếc hoặc Soyuz RD-1700 lực đẩy 17 kN mỗi chiếc

### Hiệu suất bay
- Vận tốc cực đại: 1000 km/h (621 mph) trên cao 2500 m hoặc 850 km/h (528 mph) trên mặt biển
- Tầm bay: 1200 km tại tốc độ Mach 0.5, 2600 km khi bay tuần tiễu
- Trần bay: 15500 m (50860 ft)
- Vận tốc lên cao: 1.680 m (5.510 ft)/phút
- Lực nâng của cánh: 260.9 kg/m² (53.43 lb/ft²)
- Lực đẩy/trọng lượng: 0.85

### Vũ khí
Mang được 2000 kg vũ khí bao gồm:
- tên lửa không đối không R-73E (AA-11 `Archer'), Vympel R-77 (AA-12 `Adder'), AIM-9L Sidewinder hoặc R550 Magic; tên lửa không đối đất Kh-29TD (AS-14 `Kedge') hay Kh-31AE/PE (AS-17 `Krypton'); rocket UB-16 (16 Ч 57 mm) hoặc UB-8M (20 Ч 80 mm); vũ khí chùm; 100 – 500 kg bom; 2 súng 23 mm UPK-23; 8 tên lửa chống tăng 9K121 Vikhr.

## Nội dung liên quan

### Máy bay có tính năng tương đương
- BAE Hawk 200
- Yakovlev Yak-130

### Danh sách máy bay thí nghiệm của Nga
MiG-8 - MiG I-250 - MiG I-270 - MiG-110 - MiG AT - MiG dự án 1.44/1.42 - MiG dự án LFE - MiG-105